# Vedantaprijs
De Vedantaprijs is een Surinaamse onderscheiding die tweejaarlijks wordt uitgereikt door het Jnan Adhin Fonds, genoemd naar de rechtsgeleerde, filosoof en politicus Jnan Adhin (1927-2022).
Het Jnan Adhin Fonds werd in januari 2000 in het leven geroepen en richt zich op het in stand houden van de vedantisch-universalistische eenheidsgedachte in Suriname. De Vedánta-prijs is er derhalve op gericht om mensen te onderscheiden die zich op dit gebied verdienstelijk hebben gemaakt.

## Gedecoreerden
De volgende mensen werden met de Vedánta-prijs onderscheiden.
- 2001: Jef Crab[1]
- 2002: Martinus Lutchman (Shrinivási)[1]
- 2003: Abdoelgaffar Muradin[1]
- 2005: Nico Waagmeester[1]
- 2007: Vera Kaffiludi[1]
- 2009: Roshnie Radhakishun[1]
- 2011: James Ramlall (Bhai)[1]
- 2013: Cliff San A Jong[2]
- 2015: Ronald van der Maesen[1]
- 2017: Monique Pool[1]
- 2019: Sieuwnath Naipal[1]

De prijs is sindsdien mogelijk niet meer uitgereikt.